# Philip Peschlow
Philip Peschlow (* 1978 in Berlin) ist ein deutscher Kameramann.
Philip Peschlow wurde ab 1999 als Kameraassistent tätig, ab 2004 auch als Kameraoperateur und Second-Unit-Kamera. Seit 2007 ist er als eigenständiger Kameramann für Kino- und Fernsehfilme aktiv. Für seine Arbeit bei der Thriller-Serie Der Pass wurde er mit dem Grimme-Preis 2020 ausgezeichnet und für den Deutschen Fernsehpreis nominiert.

## Filmografie (Auswahl)
- 2012: Das Haus der Krokodile
- 2012: Tatort: Dinge, die noch zu tun sind
- 2013: Tatort: Die Fette Hoppe
- 2014: Fünf Freunde 3
- 2015: Fünf Freunde 4
- 2015: Tatort: Borowski und die Rückkehr des stillen Gastes
- 2016: Die Dasslers – Pioniere, Brüder und Rivalen
- 2017: Lommbock
- 2017: Eine gute Mutter
- 2018: Der Pass (Fernsehserie, 8 Folgen)
- 2018: Fünf Freunde und das Tal der Dinosaurier
- 2020: Es ist zu deinem Besten
- 2020: Jim Knopf und die Wilde 13
- 2023: Wochenendrebellen
- 2023: One for the Road
- 2024: Hagen – Im Tal der Nibelungen